# Western & Southern Open 2023
Die Western & Southern Open 2023 waren der Name eines Tennisturniers der WTA Tour 2023 für Damen sowie eines Tennisturniers der ATP Tour 2023 für Herren, welche zeitgleich vom 13. bis 20. August 2023 in Mason, Ohio bei Cincinnati, stattfanden.

## Herren
→ Qualifikation: Western & Southern Open 2023/Herren/Qualifikation

## Damen
→ Qualifikation: Western & Southern Open 2023/Damen/Qualifikation